# Palau Huis ten Bosch
El Palau Huis ten Bosch (Casa del Bosc en neerlandès) és un Palau de La Haia als Països Baixos. És una de les tres residències oficials dels Reis dels Països Baixos. Des del 1981 fins al febrer del 2014, hi va viure Beatriu I dels Països Baixos. Actualment està en reformes i després Guillem Alexandre dels Països Baixos hi anirà a viure amb la seva família.
Hi va tenir lloc la Conferència de la Haia de 1899.